# パリ造幣局
パリ造幣局（フランス語:Monnaie de Paris、モネ・ド・パリ）は、フランスでユーロ硬貨の生産を担当している国有企業である。連続稼働している造幣局としては最古のもので、創立は西暦864年である。パリとペサックの二か所で運営されている。
元はフランス財務省下の「通貨とメダル局（Direction des Monnaies et Médailles）」であったが、2007年に独立した法人格となった。

## 歴史
西フランク王シャルル2世のピトル勅令によって、西暦 864年6月25日に設立された。したがって、フランス最古の行政機関となる。

## パリ造幣局の施設
パリの施設
en:Hôtel des Monnaies, Parisは、18世紀の建物でパリ6区に建っている。
最寄駅は、パリ地下鉄7号線のポンヌフ駅である。
一般市民に公開できるようにする2011年に開始された改装プロジェクト「メタルモルフォーゼ」が2017年9月30日に終了し、敷地内の80％が見学可能となった。「Musée du 11 Conti」と呼ばれ、希少なメダルなどのコレクションが展示されている貨幣博物館、イベント会場、レストランなどが入った複合施設となった。
ペサック
ジロンド県ペサックの施設では、偽造ユーロ硬貨の分析研究を行う機関などが置かれている。

## 造幣
フランスのユーロ硬貨の他、タイやレバノンなど海外の硬貨製造を請け負っている。